# Trentepohlia fijiensis
Trentepohlia fijiensis är en tvåvingeart som först beskrevs av Alexander 1914.  Trentepohlia fijiensis ingår i släktet Trentepohlia och familjen småharkrankar.
Artens utbredningsområde är Fiji. Inga underarter finns listade i Catalogue of Life.